# Phytodietus elongator
Phytodietus elongator är en stekelart som beskrevs av Aubert 1963. Phytodietus elongator ingår i släktet Phytodietus och familjen brokparasitsteklar. Utöver nominatformen finns också underarten P. e. decoratus.